# Things We Like
| Recensione              | Giudizio    |
| ----------------------- | ----------- |
| AllMusic                |             |
| Robert Christgau        | B+          |
| Sputnikmusic            | 3.3 (Great) |
| Piero Scaruffi          |             |
| Dizionario del Pop-Rock |             |
| 24.000 dischi           |             |

Things We Like è il secondo album solistico di Jack Bruce (a nome Jack Bruce with John McLaughlin, Dick Heckstall-Smith, Jon Hiseman), pubblicato dalla casa discografica Polydor Records nel 1970.

## Tracce

### LP
Lato A
1. Over the Cliff – 2:49 (Jack Bruce)
2. Statues – 7:21 (Jack Bruce)
3. Sam Enchanted Dick (Medley) – 7:17
4. Born to Be Blue – 4:13 (Mel Tormé, Robert Wells)

Lato B
1. HCKHH Blues – 8:54 (Jack Bruce)
2. Ballad for Arthur – 7:28 (Jack Bruce)
3. Things We Like – 3:28 (Jack Bruce)

### CD
Edizione CD de 2003, pubblicato dalla Polydor Records (065 604-2)
1. Over the Cliff – 2:49 (Jack Bruce)
2. Statues – 7:21 (Jack Bruce)
3. Sam Enchanted Dick (Medley) – 7:17
4. Born to Be Blue – 4:13 (Mel Tormé, Robert Wells)
5. HCKHH Blues – 8:54 (Jack Bruce)
6. Ballad for Arthur – 7:28 (Jack Bruce)
7. Things We Like – 3:28 (Jack Bruce)
8. Ageing Jack Bruce, Three, from Scotland, England – 5:19 (Dick Heckstall-Smith) – Traccia bonus - Brano inedito

## Musicisti
- Jack Bruce – contrabbasso
- John McLaughlin – chitarra (brani: Sam Enchanted Dick (Medley) / Born to Be Blue / HCKHH Blues / Ballad for Arthur / Things We Like / Ageing Jack Bruce, Three, from Scotland, England)
- Dick Heckstall-Smith – sassofoni
- Jon Hiseman – batteria[8]

Note aggiuntive
- Jack Bruce – produttore, arrangiamenti
- The Robert Stigwood Organisation – co-arrangiamenti
- Registrazioni effettuate al I.B.C. Studios di Londra, agosto 1968
- Hamish + Gustav – grafica copertina album originale
- Magneill Press – stampa grafica copertina album originale
- Roger Brown – foto copertina frontale album originale[9]